# Вулиця Хіміків (Санкт-Петербург)
Ву́лиця Хі́міків (рос. Улица Хи́миков) — вулиця в Червоногвардійському районі Санкт-Петербурга. Проходить від шосе Революції до вулиці Комуни.

## Історія
Назва вулиці пов'язана з розташованим на ній Інститутом хімічних волокон та Охтинським хімічним заводом.
Із 1907 року вулиця входила до складу дороги в Рибацьке; а з 1939 року називалася алеєю Володарського (в честь В. Володарського). Алея була довшою, ніж сучасна вулиця — північно-західна її частина виходила за сучасну вулицю Комуни, але в кінці 1960-х років ця її частина увійшла до складу території науково-дослідного інституту хімічних волокон. Сучасну назву присвоєно 6 грудня 1976 року внаслідок перейменування.

## Перетин
Перетинає такі вулиці:
- шосе Революції
- вулиця Електропультовців
- вулиця Комуни

## Транспорт
Найближча до вулиці Хіміків станція метро «Ладозька» 4-ї (Правобережної) лінії.

## Пам'ятки
- Олександрівські ворота
- Охтинська гребля (на розі p вулицею Комуни)